# Lilium candidum
Il giglio candido (Lilium candidum L., 1753) è una pianta bulbosa appartenente alla famiglia delle Liliacee.

## Descrizione

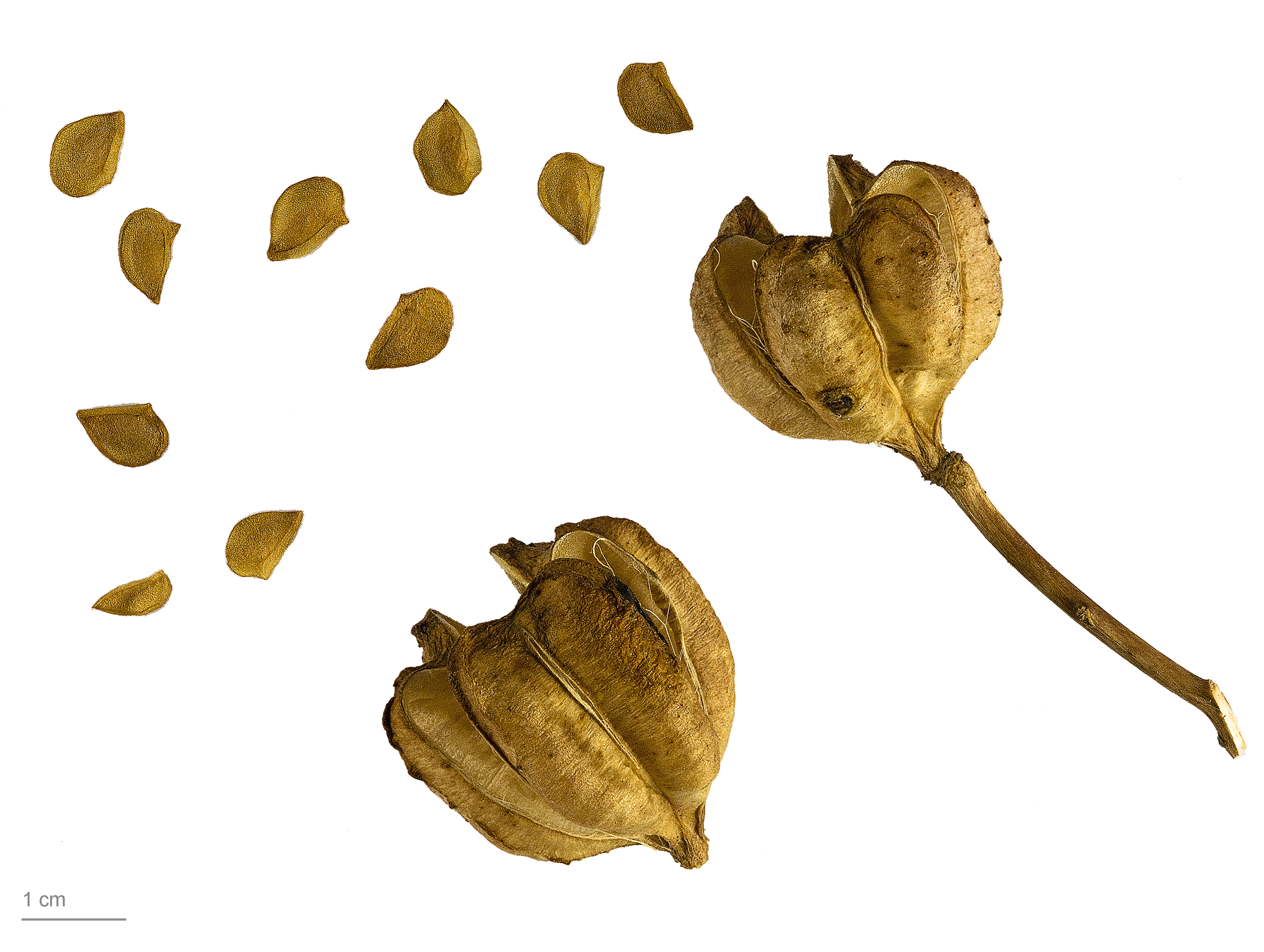
Frutti e semi di Lilium candidum

Forma i bulbi al livello del suolo, fa una rosata di foglie alla base d'inverno, che poi muoiono in estate. Il fusto ha molte foglie e di solito raggiunge il 1,2 m di altezza, anche se a volte arriva fino ai 2 m. Cresce a fine primavera e produce fiori (particolarmente profumati) in estate; per questo deve stare esposto al sole. I fiori sono di colore bianco che tende al giallo alla base dei petali.

## Distribuzione e habitat
Il suo areale si estende dalla penisola balcanica, attraverso le isole dell'Egeo e la Turchia, sino al Medio Oriente.

## Avversità
È suscettibile alle malattie dei normali gigli e al Botrytis cinerea, un fungo parassita.

## Nell'arte e nell'araldica
I dipinti della Beata Vergine Maria la mostrano solitamente con questo fiore, che essendo simbolo di purezza e castità, è diventato il simbolo di Maria; a volte nei dipinti che raffigurano l'Annunciazione è l'arcangelo Gabriele che glielo porge. Appare anche nell'iconografia di Sant'Antonio da Padova, che viene raffigurato con questo giglio in mano a simboleggiare la purezza del corpo e dell'anima.
In araldica il giglio candido era il simbolo della monarchia francese: originariamente infatti era il simbolo araldico della dinastia capetingia, ma poi è stato adottato da tutte le successive case regnanti da essa discese. Viene detto infatti "giglio di San Luigi" proprio perché è presente nell'iconografia dell'unico re della dinastia capetingia proclamato santo, Luigi IX di Francia, che considerava i tre petali simbolo della fede, della saggezza e della cavalleria; tuttavia dal XIV secolo i tre petali saranno considerati in Francia il simbolo della Trinità. Come simbolo dei Borbone, è entrato anche nell'araldica di altri regni, come ad esempio nella bandiera del Regno delle Due Sicilie, nella bandiera spagnola e nello Stemma della Spagna.
È presente anche nella bandiera provinciale del Québec, fondato dai francesi nell'ambito della Nuova Francia ed ora parte del Canada francese.